# Keerdicht
Een keerdicht is een gedicht waarvan een of twee regels enkele malen worden herhaald (terugkeren).
Het gedicht lijkt daarmee op een refrein, zij het dat de herhaling onderdeel uitmaakt van de strofe en dus niet een strofe op zich is. Ook het rondeel is in feite een keerdicht met een vaste vorm.